# Institut suisse de recherche sur les allergies et l'asthme
Pour les articles homonymes, voir SIAF.
L'Institut suisse de recherche sur les allergies et l'asthme (en allemand Schweizerisches Institut für Allergie- und Asthmaforschung, SIAF), basé à Davos, est un département de l'Institut suisse de recherche sur le climat et la médecine de haute montagne.